# Anne Lykke
Anne Lykke (30. april 1595 på Vordingborg Slot - 1641) var en dansk adelskvinde og godsejer. Hun var angiveligt også elskerinde til Christian 4.'s næstældste søn, Christian af Danmark, også kaldet den udvalgte prins.

## Tidlige liv og første ægteskab
Anne Lykke blev født ind i en af tidens mest velstående adelsfamilier. Hendes forældre var godsejer og rigsråd Henrik Lykke (1555 - 1611) og Karen Fransdatter Banner (1559 - 1616). Fra 1592 var faderen lensmand på Vordingborg Slot, hvilket kun blev afbrudt af en kort periode på Kalø. Lykke voksede op med tre brødre, to ældre og en yngre. Hendes to ældre brødre, Jørgen og Frans, tog i 1606 ud på en længere dannelsrejse, hvorfra de første vente tilbage da faderen lå for døden i 1611. Efter faderens død arvede Lykke sædegården Hverringe på Fyn.
I 1615 giftede hun sig for første gang med Cai Rantzau, ældste søn af Breide Rantzau. Ægteskabet forenede to af de mest velstående familier i landet. Året efter, i 1616, fødte Lykke sit første og eneste barn, datten Sophie. Fødslen foregik på Københavns slot, som ægtemanden året før var blevet lensmand efter at have forladt hoftjenesten. I 1620 fik Rantzau en ny forlening og den lille familie flyttede derfor til Kalundborg Slot.
Familielykken blev dog kortvarig. I 1621 blev Rantzau udnævnt til generalkrigskommissær ved tropperne i Holsten i forbindelse med Trediveårskrigen. Året efter, i 1622, blev han to gange sendt til Mecklenburg. Han døde i 1623 og den nu 27-årige Lykke blev alene med datteren og enke - dog en velhavende en af slagsen. I 1625 blev hendes rigdom vurderet til over 4.600 tdr. hartkorn. Det svarede ca. til det syvdobbelte af det daværende gennemsnit for adelige godsejere.

## Unåde og fængsling
I 1626 kom det Christian 4. for øre, at hans søn, den udvalgte prins Christian, angiveligt havde taget sig en elskerinde, nemlig Anne Lykke. Eftersigende, skrev Christian 4. i et åbent brev efter Lykkes anholdelse, havde hun med sin "umoralske opførsel", der gik imod "alle ærlige fruentimmers og enkers manerer", forhindret den 23-årige prins i at tage vare på regeringen men kongen selv opholdte sig i Tyskland. Lykke blev sendt til Bohus i Norge og hendes datter, Sophie, blev sat i pleje hos sin faster og onkel, Elisabeth Sophie Rantzau og Hans Lindenov.
Lykke's anholdelse vakte harme blandt de danske adelige, da det var sket uden dom, hvilket var imod håndfæstningen. Sagen gjorde derfor sit til at forværre det allerede anspændte forhold mellem rigsråd og konge.
For at hun kunne blive frigjort igen, opsatte kongen en række betingelser, som Lykke skulle overholde, bl.a. skulle datteren forblive i pleje og Lykke skulle holde sig på sit gods. Hun nægtede dog at bøje sig for hans krav og forblev derfor fængslet. Samtidig gik der rygter om, at hun havde allieret sig med den mystiske troldkvinde, Lamme Heine, med henblik på at skade kongen. Det medførte, at Lykke i 1627 blev overfort til Kronborg og at bevogtningen af hende blev skærpet.
Der var planlagt en rettergang på Kronborg i forbindelse med herredagen i 1627, men det blev aflyst på grundt af den tyske besættelse af Jylland. Herefter skete flere ting nærmest på en gang - Lykke klagede til rigsrådet over kongens behandling af hende, sagen imod Lamme Heine faldt fra hinanden og kongens plan om at få hendes sag bedømt ved fremmede universiteter blev opgivet. Samtidig gik enkedronning Sophie og andre adelige i forbøn for Lykke. Som resultat blev hun i 1628 sat på fri fod. Hun fik lov at beholde datteren hos sig så længe hun lovede at forblive på sin gård.

## Senere liv og andet ægteskab
I 1629 giftede Lykke sig for anden gang med den ansete Knud Ulfeldt, rigskanslerens ældste søn. Ægteparret var i 1634 inviteret til kongedatteren Sophia Elisabeths bryllup og samme år deltog de da prins Christian blev gift med Magdalene Sibylla af Sachsen.
I 1631 blev Lykkes datter, Sophie, gift med broderen til hendes stedfader, Laurids Ulfeldt. I løbet af de følgende tre år fødte Sophie to børn, men igen af dem levede mere end et par uger. I 1635 døde Sophie selv i en alder af blot 20 år.
Anne Lykke selv døde i en alder af 45/46 år i 1641.